# Sibine affinis
Sibine affinis är en fjärilsart som beskrevs av Heinrich Benno Möschler 1883. Sibine affinis ingår i släktet Sibine och familjen snigelspinnare. Inga underarter finns listade i Catalogue of Life.